# Grote Prijs Raf Jonckheere 1978
De 28e editie van de Belgische wielerwedstrijd Grote Prijs Raf Jonckheere werd verreden op 24 juli 1978. De start en finish vonden plaats in Westrozebeke. De winnaar was Patrick Lefevere, gevolgd door Danny Clark en Jos Gysemans.

## Uitslag
| Grote Prijs Raf Jonckheere 1978 |                  |                                  |      |
| Plaats                          | Naam             | Ploeg                            | Tijd |
| Winnaar                         | Patrick Lefevere | Marc Zeepcentrale-Superia-I.S.C. |      |
| 2                               | Danny Clark      | Flandria-Velda-Lano              |      |
| 3                               | Jos Gysemans     | Zoppas-Zeus-Ruch'or              |      |

1951 · 1952 · 1953 · 1954 · 1955 · 1956 · 1957 · 1958 · 1959 · 1960 · 1961 · 1962 · 1963 · 1964 · 1965 · 1966 · 1967 · 1968 · 1969 · 1970 · 1971 · 1972 · 1973 · 1974 · 1975 · 1976 · 1977 · 1978 · 1979 · 1980 · 1981 · 1982 · 1983 · 1984 · 1985 · 1986 · 1987 · 1988 · 1989 · 1990 · 1991 · 1992 · 1993 · 1994 · 1995 · 1996 · 1997 · 1998 · 1999 · 2000 · 2001 · 2002 · 2003 · 2004 · 2005 · 2006 · 2007 · 2008 · 2009 · 2010 · 2011 · 2012 · 2013 · 2014 · 2015 · 2016 · 2017 · 2018 · 2019 · 2020 · 2021 · 2022